# Tivoli Villa d’Este
Tivoli Villa d’Este – obraz – akwarela o wymiarach 101 × 68 cm polskiego malarza Stanisława Masłowskiego (1853–1926) z 1922 roku, znajdująca się (2022) w zbiorach Muzeum Narodowego w Warszawie – nr inw. ryspol520., opatrzona u dołu z lewej strony sygnaturą: „TIVOLI. VILLA D’ESTE. S.MASŁOWSKI. 1922.”.

## Opis
Obraz, o wymiarach 101 × 68 cm, malowany techniką akwarelową jest pracą artysty przywiezioną z podróży do Włoch w 1922 roku – podróży obfitującej w wartościowe prace akwarelowe. Jest to dzieło 69-letniego malarza z jego późnego, schyłkowego okresu twórczości. Jednak – jak to sformułował Tadeusz Dobrowolski: W tych późnych latach, „mimo pewnego spadku sił twórczych” [...], Masłowski zachował „poczucie dobrego malarstwa” [...] Obraz przedstawia fragment architektury w wielobarwnym ogrodowym otoczeniu. Na pierwszym planie na kamiennej dekoracyjnej podstawie, o piaskowym zabarwieniu, usytuowany jest basen wodny. W głębi, spoza gęstwiny kwitnących krzewów wznosi się szara budowla, zwieńczona u szczytu ozdobnym gzymsem – renesansowa architektura, zza której widoczne jest bezchmurne niebo.

## Dane uzupełniające
Wilhelm Mitarski – w artykule „Z wystaw warszawskich, salony prywatne”, w związku z wystawą akwarel włoskich Masłowskiego wystawionych w „Świetlicy Artystycznej”, w Warszawie (ul.Bracka 20), w listopadzie 1922 r. pisał: „W tej serii prac jego spotyka się rzeczy z kapitalnie rozwiązanymi po malarsku założeniami, dźwięczne w efekcie barwnym, opracowane b. serio i ‘dociągnięte’. Czuje się w nich 'pazur doskonałego rasowego malarza’.” Potwierdzają to czynione ex post (1957) następujące uwagi syna artysty – historyka sztuki o ojcu: „Jego podróż włoska z 1922 roku daje cały szereg akwarel o dobrym poziomie. Spalona później ‘Willa nad morzem’, plon jego ostatniego wojażu, była malowana czystą plamą; płyty chodnika, dachówki, ściany, balkony, gzymsy, rośliny tworzyły różnobarwną mozaikę.[...] Do takich należą: jeden widok z kaskadą w Villi d’Este, widok na morze z tarasu jakiejś willi i wnętrze bazyliki w Tivoli.
Okoliczności powstania opisywanego obrazu charakteryzuje korespondencja artysty kierowana w maju 1922 roku z Tivoli do żony i syna.
14 maja 1922 pisał: [...] „Nareszcie jestem na miejscu. Tivoli cudne kaskady, wody i kwiaty. Po dniach udręki i męki idą dni radości. W drodze było za wiele rewizji, zmian pieniędzy, kontroli paszportów.[...] Dzisiaj zacząłem pierwszy obraz w Villi d’Este, poczciwy ogrodnik dał mi osobny klucz od ogródka, gdzie maluję. Róże cudne[...]
Zrobiłem wczoraj wycieczkę pieszą do Villi Adriana[...] Mury, mury i mury. Kwiatów nic. Może ciekawe dla archeologa, ale nie dla mnie[...]
Wstaję o 6 rano, choć dzisiaj spóźniłem się trochę. Pierwsze śniadanie, czarna kawa i mały kawałek bułki. Tak do południa[...] Pokój mam pyszny, słoneczny, bez okna, lecz z dużym balkonem. Gospodyni samotna kobiecina, gotuje mi jeść, co zechcę, usłużna, dobra, nie naciągaczka. Za pokój na miesiąc płacę 200 lirów – wedle ich waluty niezbyt wiele[...]
Maluję w Villi d’Este od rana do 1. Dzisiaj napisałem list do administratora tej willi o pozwolenie bezpłatnego wstępu, bo 2 liry płacić co dzień, to trochę dużo; mam nadzieję, że mi je z Rzymu przyśle. Najważniejsze, że mam z Wiednia dobry papier i obrazy pójdą, jak po maśle.[...]
Cudzoziemców jeszcze tu niewielu. Spotykam w Villi d’Este młodą Angielkę, z którą czasami prowadzę rozmowy o sztuce i o Ruskinie. Ona też maluje akwarelą” [...]
26 maja 1922, w liście do żony pisał: [...] „Do 13 czerwca mam tu zapłacony pokój, więc do tego dnia siedzę tu, potem jadę do Taorminy na Sycylię, skąd dostałem już wiadomości o cenie pensjonatu. Tam znajdę pomarańcze i cytryny na drzewach, których tu ani śladu.”

## Literatura
- Stanisław Masłowski: Materiały do życiorysu i twórczości, oprac. Maciej Masłowski, Wrocław, 1957, wyd. „Ossolineum”
- Tadeusz Dobrowolski: Nowoczesne malarstwo polskie, t. II, Wrocław–Kraków, 1960, wyd. Zakład Narodowy im. Ossolińskich – Wydawnictwo
- Polski Słownik Biograficzny, Wrocław–Warszawa–Kraków–Gdańsk, 1975, wyd. „Ossolineum”, tom XX/1, zesz.84, s. 129–131 – hasło: „Masłowski Stanisław (1853–1926)”